# Актобе (Бухар-Жырауский район)
Актобе́ (каз. Ақтөбе) — село в Бухар-Жырауском районе Карагандинской области Казахстана, административный центр Актобинского сельского округа. 

## География
Населённый пункт расположен на западе района, на берегу реки Нура, в 122 километрах (по автодороге) к юго-западу от районного центра посёлка Ботакара, в 67 километрах к западу от областного центра города Караганда. Соседние населённые пункты: Волковское в 4,2 километрах к востоку, Жанаталап в 10,3 километрах к северо-востоку. Транспортное сообщение осуществляется автомобильной дорогой республиканского значения KАZ05 (Р-3) «Астана — Кабанбай батыра — Нура — Темиртау». Абсолютная высота центра населённого пункта — 457 метров над уровнем моря.

## Население
| Численность населения | Численность населения | Численность населения | Численность населения |
| 1989                  | 1999                  | 2009                  | 2021                  |
| --------------------- | --------------------- | --------------------- | --------------------- |
| 1189                  | ↘1004                 | ↘764                  | ↘556                  |